# Sede titolare di Alba Marittima
Alba Marittima (in latino: Albensis Maritima) è una sede vescovile titolare della Chiesa cattolica.

## Storia
La sede titolare fa riferimento alla diocesi di Zaravecchia (Biograd), chiamata anche Alba Marittima, in Dalmazia, eretta nell'XI secolo; quando la città venne distrutta i vescovi trasferirono la propria sede a Scardona.
Dal XX secolo Alba Marittima è annoverata tra le sedi vescovili titolari della Chiesa cattolica; dal 21 settembre 2020 l'arcivescovo, titolo personale, titolare è Giovanni Gaspari, nunzio apostolico in Corea e Mongolia.

## Cronotassi dei vescovi titolari
- Dominik Premuš † (26 febbraio 1915 - 27 marzo 1934 deceduto)

- Frederick Hall, M.H.M. † (9 aprile 1948 - 25 marzo 1953 nominato arcivescovo di Kisumu)
- François-Marie Picaud † (5 agosto 1954 - 29 marzo 1960 deceduto)
- Ignacy Ludwik Jeż † (20 aprile 1960 - 28 giugno 1972 nominato vescovo di Koszalin-Kołobrzeg)
- Francesco Monterisi (24 dicembre 1982 - 20 novembre 2010 nominato cardinale diacono di San Paolo alla Regola)
- Celso Morga Iruzubieta (29 dicembre 2010 - 8 ottobre 2014 nominato arcivescovo coadiutore di Mérida-Badajoz)
- Augusto Paolo Lojudice (6 marzo 2015 - 6 maggio 2019 nominato arcivescovo di Siena-Colle di Val d'Elsa-Montalcino)
- Giovanni Gaspari, dal 21 settembre 2020